# La Carcasse et le Tord-cou
Pour plus de détails, voir Fiche technique et Distribution.
La Carcasse et le Tord-cou est un film français réalisé par René Chanas et sorti en 1948.

## Synopsis
Le Tord-cou, garde champêtre du village, est veuf et cohabite avec sa fille Lucie et son gendre, Louis, dit la Carcasse, qui le déteste. La mort de son frère, dont il hérite une grosse somme, va bouleverser sa vie ; Il achète une maison et des terres mais surtout épouse Thérésa, la fille de Casimir, une jeunesse très délurée qui n'en veut qu'à son argent.
Survient alors la mort de Lucie, qui rend la Carcasse veuf et très intéressé par Thérésa. Celle-ci va bientôt provoquer la noyade de Tord-cou, ce qui la libère et laisse entrevoir un avenir dangereux avec la Carcasse.

## Fiche technique
- Titre : La Carcasse et le Tord-cou
- Réalisation : René Chanas
- Scénario : René Lefèvre, d'après le roman d'Auguste Bailly[1]
- Photographie : Roger Dormoy
- Montage : Lola Barache
- Musique : Jean Wiéner
- Son : Robert Teisseire
- Directeur de production : Jean Clerc
- Société de production : Les Films Corona
- Format : Noir et blanc — 35 mm — 1,37:1 — Son : Mono
- Genre : Film dramatique
- Durée : 100 minutes
- Date de sortie : 
  - France : 30 avril 1948
- Affiche : Pierre Pigeot (France)

## Distribution
- Lucien Coëdel[2] : Louis, dit la Carcasse
- Michel Simon : Joseph, dit le Tord-Cou
- Michèle Martin : Thérésa
- Madeleine Suffel : Lucie, fille du tord-cou et épouse de Louis, dit la carcasse
- Louis Seigner : Casimir, père de Thérésa
- Jean Brochard : Souquet, le notaire
- Georges Baconnet
- Lolita De Silva
- Paul Mercey

## Critiques
- « Hautement estimable, le film, s'il n'a pas l'envergure de Goupi Mains Rouges, n'en demeure pas moins une chronique, acide parfois, d'une certaine mentalité paysanne »[3].